# Paracontias rothschildi
Espèce
Statut de conservation UICN

 CR B1ab(iii) : 
En danger critique
Paracontias rothschildi est une espèce de sauriens de la famille des Scincidae.

## Répartition
Cette espèce est endémique de la province de Diego-Suarez à Madagascar.

## Étymologie
Cette espèce est nommée en l'honneur de Maurice de Rothschild.

## Publication originale
- Mocquard, 1905 : Note préliminaire sur une collection de reptiles et de Batraciens offerte au Muséum par M. Maurice de Rothschild. Bulletin du Muséum National d'Histoire Naturelle, vol. 11, p. 285-288 (texte intégral).